# Dammarie-lès-Lys
Dammarie-lès-Lys es una comuna de Seine-et-Marne que pertenece a la Communauté d'agglomération Melun Val de Seine.

## Comunas limítrofes
- Le Mée-sur-Seine
- Melun
- La Rochette
- Villiers-en-Bière
- Boissettes
- Boissise-le-Roi

## Demografía
| 601 | 677 | 613 | 719 | 894 | 880 | 882 | 905 | 936 | 999 | 1 097 | 1 209 | 1 219 | 1 284 | 1 447 | 1 552 | 1 683 | 1 734 | 1 947 | 2 191 | 2 755 | 3 441 | 5 074 | 4 893 | 5 861 | 7 057 | 10 246 | 12 057 | 19 741 | 19 794 | 21 148 | 20 659 | 20 526 |
| Para los censos de 1962 a 1999 la población legal corresponde a la población sin duplicidades (Fuente: INSEE [Consultar]) |     |     |     |     |     |     |     |     |     |       |       |       |       |       |       |       |       |       |       |       |       |       |       |       |       |        |        |        |        |        |        |        |

## Geografía
Dammarie está situado en un meandro del Sena, en la orilla sur, mientras la ciudad de Melun ocupa la orilla norte y el extremo de la orilla sur. 
Le Mée-sur-Seine bordea la otra orilla (al este) pero no tiene frontera por tierra con Dammarie. Limita por el sur con el bosque de Fontainebleau.
La comuna está comunicada por el RER y el Transilien en la estación de Vosves.

## Historia
Dammarie aparece mencionado ya en el siglo XIII. El nombre proviene de un oratorio consagrado a la Virgen María (Dame Marie). 
La ciudad cuenta con las ruinas de la Real Abadía de Lys, abadía cisterciense para mujeres, fundada en 1251 por Blanca de Castilla y San Luis.
En 1959, un decreto ministerial crea la Zone de Urbanización Prioritaria (ZUP) de la Llanura de Lys: se construyen 2.359 viviendas hasta 1970. Louis Arretche, arquitecto que ya había trabajado en los barrios del norte de Melun dirigió la urbanización de esta zona. En esta zona se sitúan en nuestros días más de la mitad de los habitantes de la ciudad.
En 1997, el barrio de la Llanura de Lys contempla cviolentas revueltas tras la muerte de un joven de la ciudad durante una intervención de la policía. En 2001, otros dos jóvenes del barrio murieron en el plazo de tres días, también durante operativos policiales. A ello siguió una larga batalla jurídica y mediática entre el ayuntamiento y la asociación bouge qui bouge ("Mueva quien mueva"), que fue objeto de un reportaje en Canal+, en el programa 90 minutes. Primero la OPHLM y luego el Ayuntamiento y su alcalde Jean-Claude Mignon resultaron condenados como resultado de las acciones jurídicas emprendidas por la asociación Bouge qui bouge.
El 16 de marzo de 2010 la organización terrorista ETA asesinó en esta localidad a un policía francés, Jean-Serge Nérin, siendo este el último asesinato cometido por esta organización en su historia.

## Administración
| Fecha de elección | Nombre             | Partido         |
| ----------------- | ------------------ | --------------- |
| 1921              | Jules Balochard    | ?               |
| 1892              | Pierre Harlay      | ?               |
| 1904              | François Couillon  | ?               |
| 1921              | Jules Balochard    | Derecha         |
| 1929              | Léon Jacquin       | Derecha         |
| mayo 1935         | René Conrad        | SFIO            |
| octubre 1935      | Henri Morel        | SFIO            |
| 1939              | Auguste Marceau    | SFIO, luego PCF |
| octubre 1947      | Jean Sauret        | ?               |
| marzo 1959        | Marcel Pouvreau    | PCF             |
| marzo 1970        | Maryvonne Pouvreau | PCF             |
| marzo 1976        | Robert Laporte     | PCF             |
| marzo 1983        | Jean-Claude Mignon | RPR             |
| marzo 1989        | Jean-Claude Mignon | RPR             |
| marzo 1995        | Jean-Claude Mignon | RPR             |
| marzo 2001        | Jean-Claude Mignon | UMP             |

## Cultura
En la ciudad se encuentran los Archivos departamentales de Seine-et-Marne

### Monumentos, curiosidades turísticas
- Ruinas de la Abadía de Lys
- Castillo de Bouillants: centro cultural municipal
- Castillo Saint-Ange
- Castillo de Vives Eaux

## Hermanamientos
- Arcos de Valdevez, Portugal
- Eppelheim, Alemania
- Montebelluna, Italia
- Tata, Hungría